# Reprezentacja Słowacji w koszykówce kobiet
Reprezentacja Słowacji w koszykówce kobiet - drużyna, która reprezentuje Słowację w koszykówce kobiet. Za jej funkcjonowanie odpowiedzialny jest Słowacki Związek Koszykówki.